# Comité pour l'avitaillement (Royal Navy, 1683-1832)

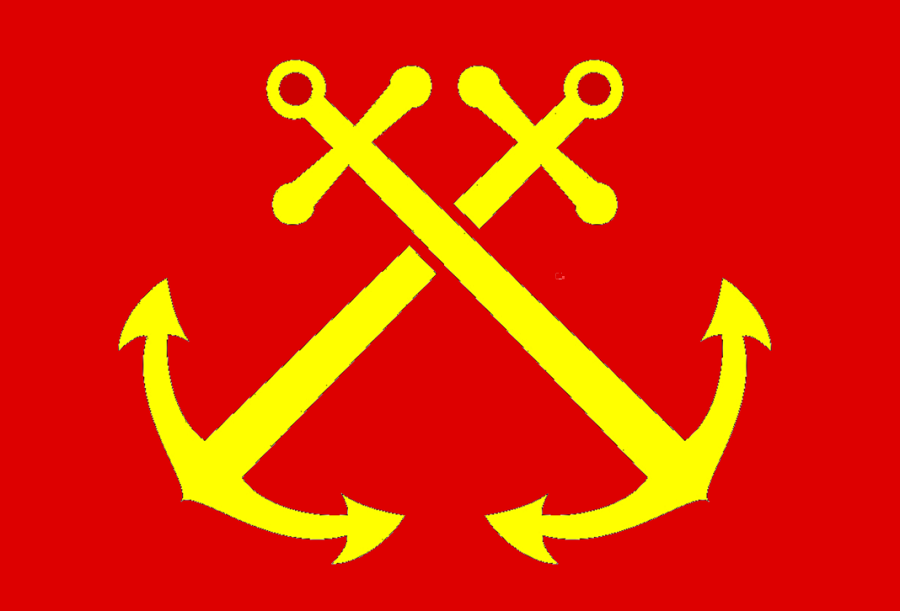
Pavillon du Victualling Board 1832

Le Comité pour l'Avitaillement (« Victualling Board » pour l'appellation anglaise ; plus précisément : « Board of Victualling Commissioners ») est la structure administrative britannique chargée des opérations d'avitaillement pour les navires de la Royal Navy entre 1683 et 1832. Il dépend de l'Amirauté dont il reçoit les instructions.
Composé de 7 commissaires et de personnel administratif, il passe les marchés ou produit lui-même les denrées nécessaires à l'approvisionnement des navires britanniques sur toutes les mers du monde. Financé et surveillé par le Parlement, il remplit correctement sa tâche jusqu'à la grande réforme de l'Amirauté de 1832 où il remplacé par une autre structure.

## Historique
L'avitaillement des navires de la Royal Navy, avant la création du Comité, reposait sur l'action d'un ou plusieurs fournisseurs, nommés « Contractors ». Ils doivent fournir les denrées nécessaires à la flotte, pour un prix convenu à l'avance. Chaque automne, le Conseil du roi détermine le nombre de rations à fournir pour l'année suivante et le notifie au « contractor ». Ce dernier doit aussi être en mesure de répondre à des demandes ponctuelles. Le système britannique présente donc des analogies avec le système existant, à la même époque, pour la marine française, celui du « Munitionnaire général des Armées Navales ».
L'efficacité du système est discutée. Les torts étant partagés. D'une part, le fournisseur peine à livrer les quantités de denrées requises mais, d'autre part, l'état peine à lui payer les denrées fournies. En 1679, un poste de contrôleur est institué, « Surveyor of Marine Victuals ».
En 1683, apparaît le Comité pour l'Avitaillement, sous l'appellation officielle de : « Commissioners for the Victualling of the Navy », et plus couramment connu sous le nom de « Victualling Board ». Il dépend directement de l'Amirauté, au même titre que le « Navy Board ». En 1684, le Comité pour l'Avitaillement devient le seul fournisseur de la Marine, remplaçant les fournisseurs privés, produisant ou achetant les denrées nécessaires.
En 1832, lors de la grande réforme de l'Amirauté, le comité disparaît, pour être remplacé par une nouvelle structure, le « Victualling Department », toujours placé sous l'autorité de l'Amirauté.

## Organisation du Comité

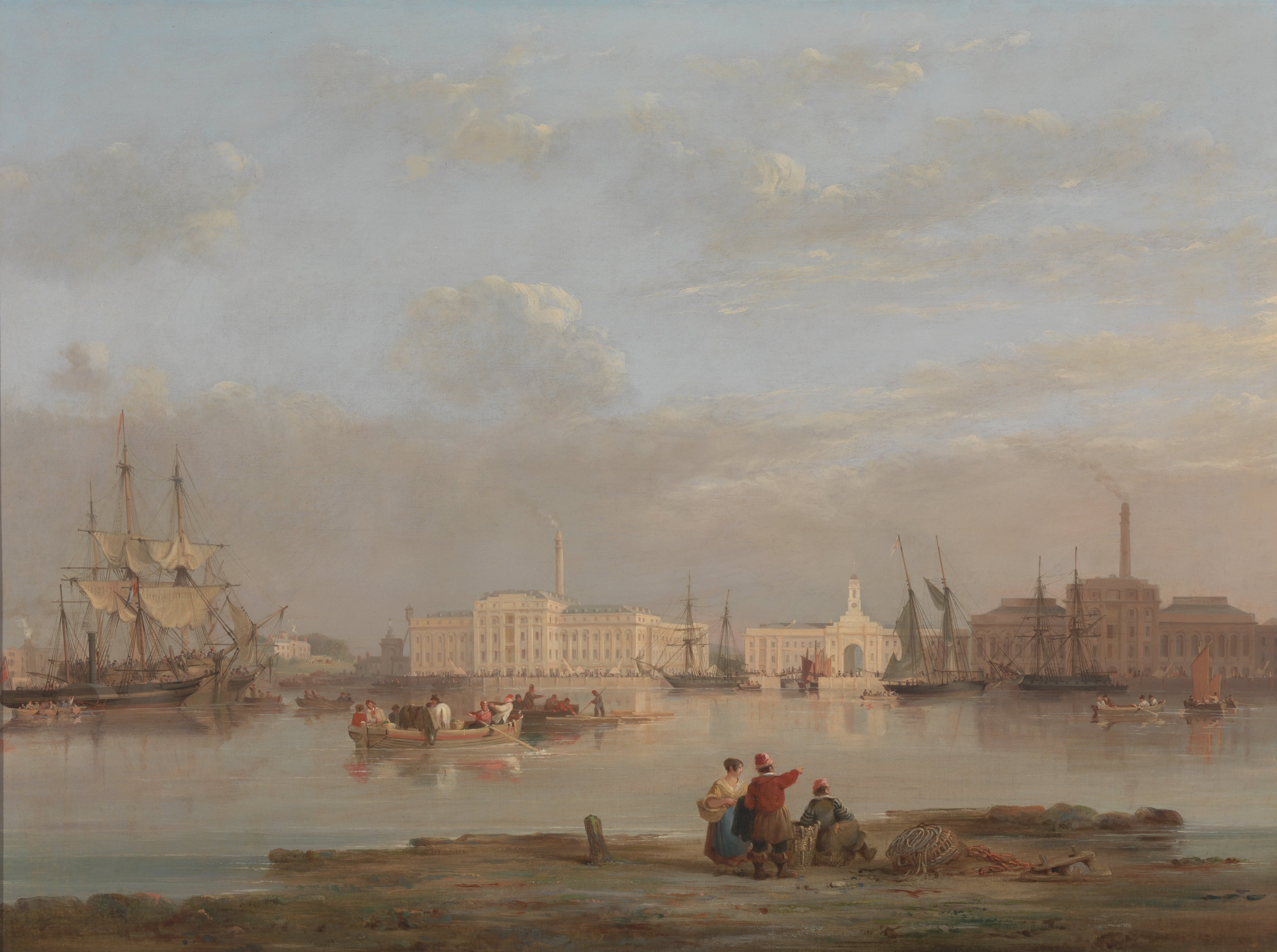
Le « Victualling Office », Plymouth (N. Condy, vers 1899).

### Les fonctions
Le Comité pour l'avitaillement exerce quatre fonctions principales. En premier lieu, déterminer le coût de la nourriture nécessaire au nombre de marins annoncé, en ajoutant le montant des rémunérations dues à l'encadrement et celui des intérêts à payer sur les billets à ordre émis ; en deuxième lieu, établir les contrats pour la fourniture de ce que le Comité va travailler (par exemple : se faire livrer le bétail, le préparer, le stocker, le fournir aux navires ou aux dépôts) ; en troisième lieu, assurer la gestion des arsenaux et dépôts concernés ; enfin, contrôler la comptabilité des agents pourvoyeurs, des magasiniers et des cantiniers (« purser », voir ci-dessous), et fournir au Navy Board les éléments financiers concernant sa propre gestion.
Sa principale raison d'être est de fournir nourriture et boissons quand il en est besoin. Pour ce faire, il doit en collecter et en stocker les quantités nécessaires. Pour cela, le Comité passe des contrats avec des fournisseurs privés et, dans certains domaines, fabrique lui-même ce dont il a besoin. Dans certains cas, il peut aussi autoriser un commandant de navire, ou son cantinier, à acheter directement dans les ports où ils relâchent.
Les interlocuteurs du Comité sont, en amont, les services de l'Amirauté et, en aval, les arsenaux et les commandants de navires. Il faut rajouter le cantinier chargé, sur un navire, de tenir la comptabilité de ce qui est consommé. Cette comptabilité sera examinée ultérieurement par le Comité.

### Le personnel

#### Les commissaires
En 1683, c'est un groupe de quatre commissaires ( « commissioners »), salariés, qui est nommé pour gérer les actions du Comité. Devant l'ampleur de la tâche, leur nombre sera porté à cinq puis à sept. Dans un premier temps, il n'est pas interdit qu'un commissaire soit en même temps membre du Parlement britannique ; à compter de 1747, le « Place Act » ne permet plus ce cumul.
Les commissaires sont nommés par l'Amirauté. Il n'y a pas de durée maximale prévue pour l'exercice de cette fonction. Aucune compétence particulière n'est requise. Les candidats sont patronnés par une personnalité, membre du Parlement, par exemple, ou haut gradé de la Royal Navy. Ainsi, William Boscawen, avocat, neveu de l'amiral Boscawen, est nommé commissaire le 7 décembre 1785. Il occupe ce poste jusqu'à sa mort, en 1811 ; en 1785 aussi, George Cherry est nommé commissaire par Lord Howe, amiral et Premier Lord de l'Amirauté, sous les ordres duquel il avait exercé la fonction de cantinier.
Les commissaires se réunissent plusieurs fois par semaine pour prendre les décisions nécessaires. Un quorum de trois commissaires est requis pour qu'une décision soit considérée comme valide. À l'époque de la Guerre d'Indépendance, les commissaires se réunissent trois fois par semaine. Au fil du temps, les réunions seront plus fréquentes pour, au début du XIXe siècle, se tenir tous les jours, hors le dimanche.
Pour le travail courant, les commissaires sont, au début, polyvalents ; ils n'ont pas de domaine particulier de compétence. À compter de 1792, les commissaires sont chacun en charge d'un domaine (par ordre de préséance, magasins, transports, brasseries, abattoirs, boulangeries et tonnelleries) ; la présidence du Comité étant tournante. À compter de 1809, ils se répartissent en deux sous-comités, le premier gérant les affaires générales, le second les questions financières et de gestion des stocks ; la présidence devient fixe et revient au commissaire chargé des affaires financières (« Accountant for Cash »).

#### Les services administratifs
Pour assister les commissaires, un certain nombre de commis (« clerks ») sont recrutés pour le travail administratif. Leur nombre ira en augmentant au fil des ans ; en 1683 le Comité emploie 23 personnes, mais en 1747 ils sont 122. Ils sont, pour la plupart, installés au siège du comité ; les autres sont dispersés dans les arsenaux où se trouvent les dépôts et fabriques dépendants du Comité.
Les principaux commis du Comité ne sont pas des salariés, mais sont propriétaires de leur charge. Ils reçoivent un petit salaire et l'essentiel de leur rémunération consiste en honoraires et primes qui leur sont octroyés à la clôture des comptes qu'ils viennent d'examiner. Ils peuvent aussi placer les fonds reçus et en attente de paiement pour en percevoir les intérêts. Les autres commis sont salariés et classés par ordre hiérarchique. C'est-à-dire que le 2e commis à la préséance sur le 3e commis et touche une rémunération supérieure. L'évolution de carrière est liée aux départs. Si le 2e commis part, sa place est prise par le 3e avec la rémunération associée.
Parmi les tâches à accomplir se trouvent les examens des comptes des cantiniers. Ceux-ci sont contrôlés à l'aune des pièces justificatives fournies. La totalité des coûts d'avitaillement sont au départ mis à la charge du cantinier. Ensuite, chaque pièce jugée satisfaisante pour justifier une dépense amène à diminuer le montant. À la fin, s'il ne reste rien, les comptes du cantinier sont validés ; sinon, il doit acquitter le reste à charge ou le Comité fait appel à ceux sui se sont portés caution pour le cantinier. Cet examen prend du temps ; au mieux, six mois, au pire cinquante-sept ans.
La gestion des zones consacrées à l'avitaillement au sein des arsenaux sont aussi gérées par des agents du Comité.

#### Les cantiniers

Samuel Crowley, cantinier du HMS Windsor Castle, 3e rang, entre 1805 et 1814.

Le Comité compte aussi des agents embarqués, les « cantiniers » (« Purser »). Le statut de ce personnage est ambigu. D'une part, il doit rendre compte, au Comité qui a accepté sa candidature, de l'utilisation des vivres fournis ; mais, d'autre part, il agit aussi pour son propre compte, en tant que commerçant vis-à-vis de l'équipage. Il sert de banquier pour l'équipage et assure la vente de divers produits (« necessaries ») comme, entre autres, les vêtements, les chandelles ou le tabac.

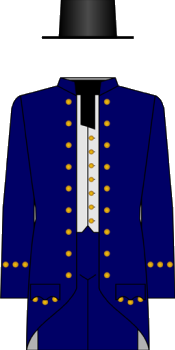
Royal Navy, uniforme d'officier marinier que porte le cantinier (1787-1827).

La fonction de cantinier apparaît au XIVe dans la marine britannique. Il est alors chargé de la paie de l'équipage, des équipements et des provisions. Son rôle est revu au XVIIe, pour un meilleur contrôle des denrées livrées par des fournisseurs privés.
La candidature est spontanée. Mais le candidat doit fournir 3 certificats attestants de ses compétences. Il doit aussi trouver 2 personnes acceptant de se porter caution pour lui. Il doit enfin déposer une caution qui doit servir à apurer les dettes qu'il pourrait avoir à sa charge quand ses comptes auront été contrôlés par le Comité.
Le cantinier fait partie de l'encadrement. Il est compté au rang des officiers-mariniers (« warrant-officers »). Après 1750, il est assimilé aux officiers, au même titre que le chirurgien de bord. Un exemple suffira pour décrire sa position dans l'équipage : les marins les plus superstitieux voyaient, dans les albatros suivant constamment leur navire, les âmes de cantiniers morts continuant sans relâche à chercher ce qu'ils pouvaient soustraire au prétexte d'économies...,
Présent sur quasiment tous les navires de la Navy, le cantinier a pour charge la comptabilité de tout ce qui est consommé. Il est responsable sur ses propres deniers de toute dépense injustifiée ou de toute perte. À côté de cela, le cantinier assume un rôle de commerçant indépendant. Il sert de banquier pour l'équipage et assure la vente de divers produits (« necessaries ») comme, entre autres, les vêtements, les chandelles ou le tabac.
Le cantinier doit, à son installation, fournir une caution. Le montant dépend de la taille du navire ; à l'époque de Nelson, la caution s'élève à 400 livres pour un vaisseau de sixième rang mais 1 200 livres pour un vaisseau de premier rang.
Chaque année, il doit faire parvenir au Comité une copie de sa comptabilité et de toutes les pièces justificatives de ses actions. Par exemple, les procès-verbaux, signés par le commandant et/ou plusieurs officiers, concernant une distribution exceptionnelle de rhum ou constatant le rejet de denrées avariées.
Les services administratifs du Comité examinent la comptabilité pour déterminer la légalité des dépenses. Si les pièces justificatives sont probantes, le montant de la dépense vient en diminution de l'ardoise du cantinier. Pour donner un exemple, en 1806, Walter Burke, cantinier du HMS Victory, adresse une lettre au Victualling Board pour que ne soit pas compté à sa charge la valeur d'un baril de brandy non distribué à l'équipage. Il s'agit du tonneau dans lequel a été placé le corps de Nelson après Trafalgar pour son rapatriement,.
Un cas extrême est présenté par les naufrages ou les captures. Si le cantinier n'a pu sauver sa comptabilité, le Comité laisse à sa charge la totalité des approvisionnements embarqués. C'est ce qui arrive à celui du « HMS Blandford », capturé par les français en 1755. En revanche, celui du sloop Ferret s'en tire mieux. Tous ses approvisionnements disparaissent dans l'incendie du bâtiment où ils avaient été placés pendant le carénage du sloop ; dans ce cas, le Comité admet la perte.
Tous les jours, il fait extraire de la cale les denrées nécessaires aux repas. Il dispose d'un local dans la partie arrière du navire ; là, il assure la distribution à chaque représentant des groupes de matelots mangeant ensemble, des quantités et des types d'aliments prévus par l'Amirauté (« Daily Allowance for one man »). Il tient une comptabilité précise de ce qui est distribué, en fonction du rôle d'équipage.
La réglementation, c'est-à-dire les dispositions des « King's Regulations and Admiralty Instructions », prévoit la possibilité de substituer une denrée à une autre, en de problème ou de pénurie. Ainsi, une livre de riz peut être substituée à une livre de biscuit, ou à une livre de fromage.
Elle prévoit aussi de ne distribuer que des rations diminuées (« short allowance ») en cas de manque. Dans cette situation, les rations habituellement distribuées pour 4 marins le seront pour 6. En contrepartie, le montant monétaire correspondant au manque doit immédiatement être porté au crédit de chaque marin concerné par le cantinier.
Jusqu'en 1797, il est admis que le cantinier retienne 1/8e de ce qu'il distribue. C'est-à-dire que, lorsqu'il doit fournir une livre de denrée, cette dernière ne pèsera que 14 onces au lieu des 16 onces habituelles. De même un gallon de bière ne contiendra que 7 pintes au lieu des 8 habituelles. Ce droit reconnu au cantinier est censé tenir compte des pertes éventuelles. Après cette date, le Comité reconnaît au cantinier un pourcentage de perte sur les denrées qu'il gère. Ce pourcentage, de 9%, est pris en compte au moment où ses comptes seront examinés.

#### Les agents locaux
Sur les principales bases de ravitaillement, le Comité nomme, pour le diriger, un agent pourvoyeur (« Agent Victualler »). Dans les régions où opèrent des escadres britanniques, il peut nommer aussi un agent chargé de s'occuper des questions d'avitaillement. Il peut aussi s'agir du consul local ou d'un négociant local. Enfin, dans certains cas, il peut y avoir un agent embarqué (« Agent Victualler afloat »), chargé de gérer les problèmes de ravitaillement de l'escadre.

### Les structures à terre
sur le sol britannique

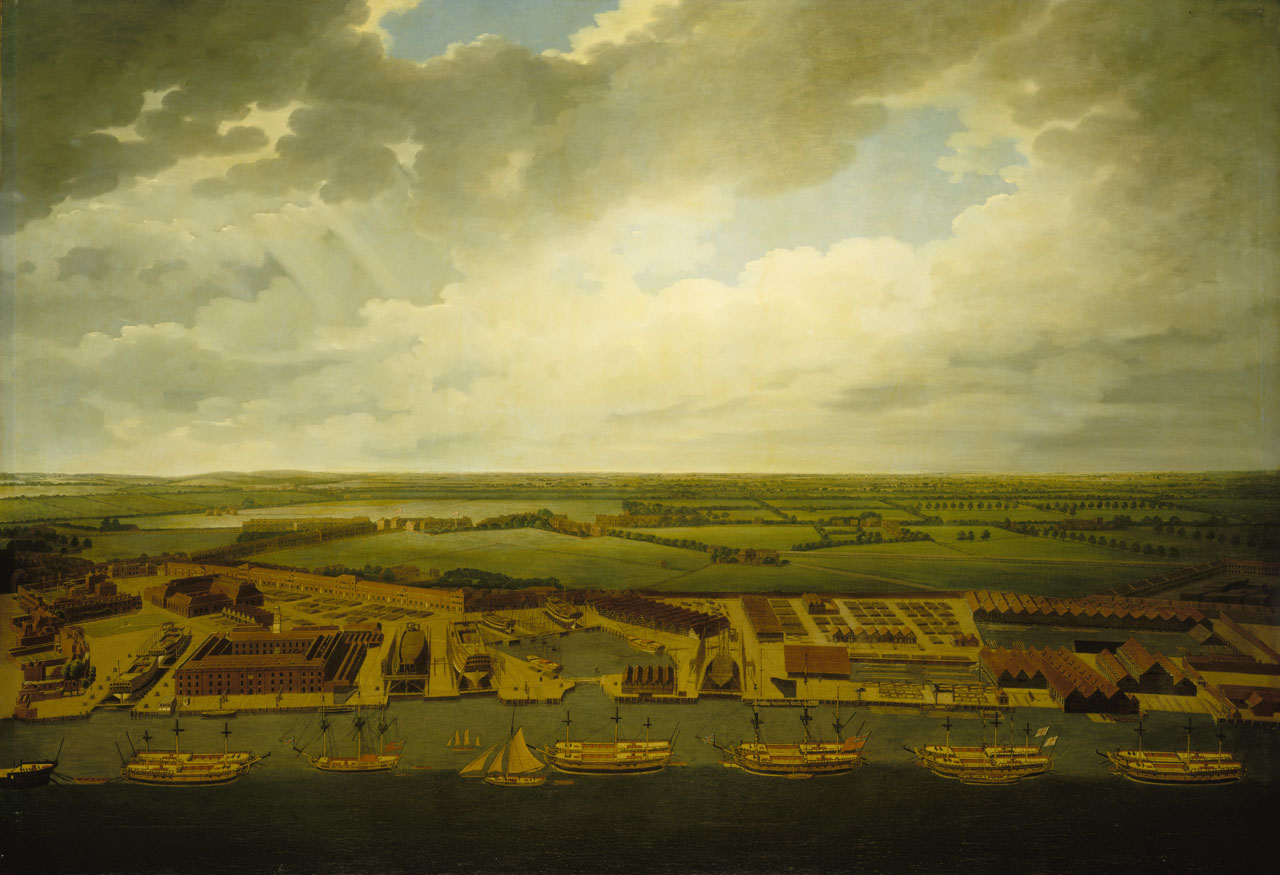
Arsenal de Deptford - Joseph Farington, vers 1794.

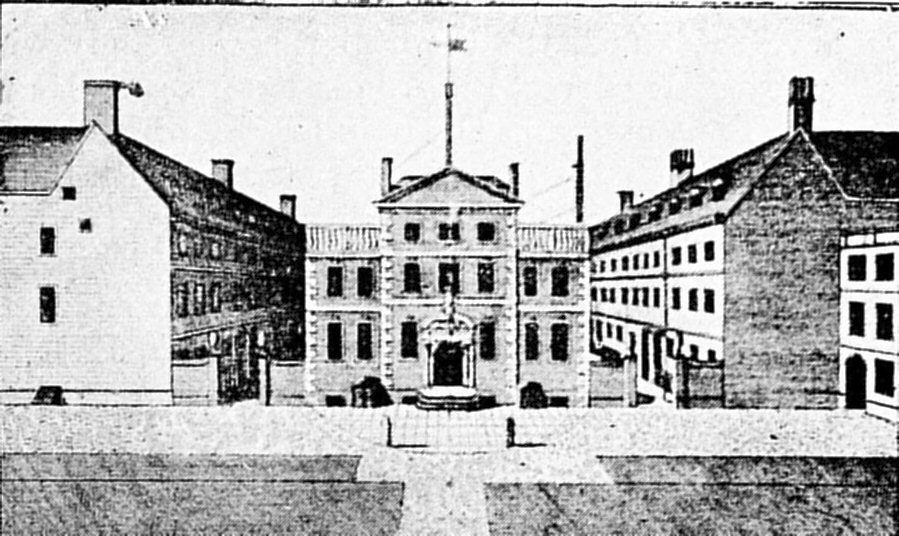
Bâtiment de l'Amirauté, Tower Hill, 1750.

À sa création le Comité est installé dans les locaux de l'Amirauté. Il migre ensuite sur Tower Hill, pour finalement utiliser des locaux au sein de Somerset House.
Le plus important des sites du Comité est celui de Deptford, près de Londres. Les autres dépôts importants sont ceux de Portsmouth et Plymouth. Viennent en suite ceux de Chatham et Douvres, plus spécialement destinés au ravitaillement des flottes utilisant les mouillages des Downs et de Nore.
Le Comité a aussi installé des dépôts dans d'autres ports. C'est, par exemple, le cas de Cork et Yarmouth. Le Comité a aussi positionné des navires servant de ravitailleur dans différents ports pour, au besoin, ravitailler un navire de passage. C'est le cas aux Downs et Nore.
Outre-mer
Jusqu'en 1810, la seule base de ravitaillement organisée et gérée par le Comité est celle de Gibraltar. En 1810, d'autres bases sont organisées, au Cap, à Malte, à Rio de Janeiro, et à Héligoland. D'autres suivront, comme Port-Mahon ou la Jamaïque.

### Les procédures

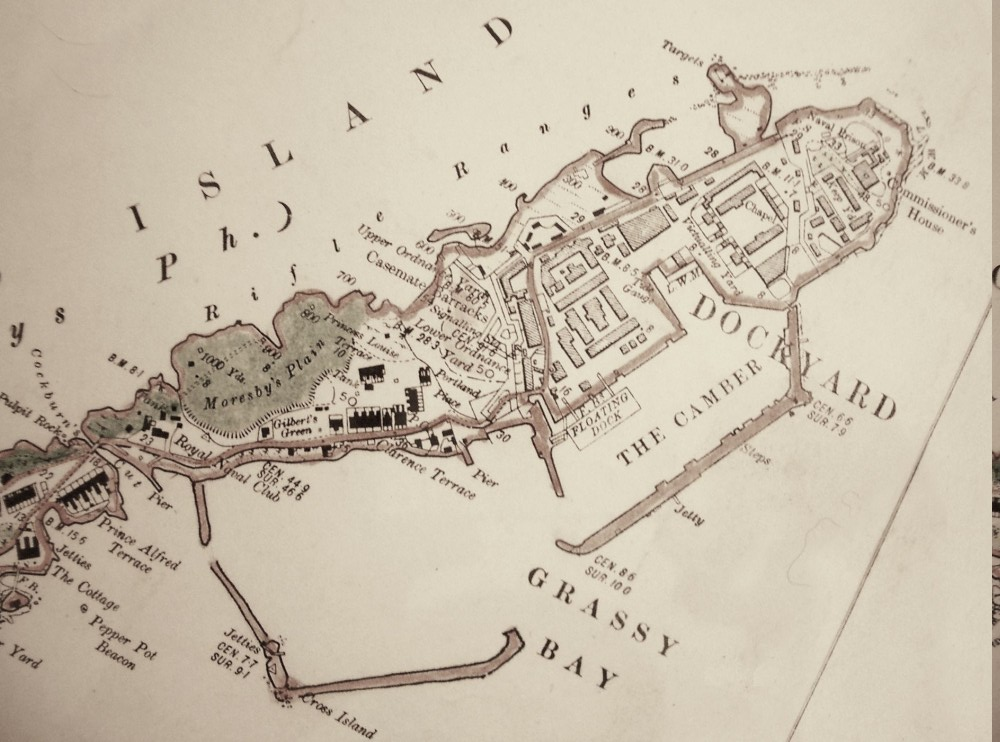
Royal Naval Dockyard Bermuda circa 1899.

#### Modalités d'acquisition des denrées
Il y a trois types de procédures utilisées par le comité pour se procurer les denrées destinées à l"alimentation des équipages. En premier lieu, la passation de marchés ; en deuxième lieu, le recours à un agent chargé, sur place, de la fourniture des denrées ; en dernier lieu, la délégation à une personne de l'équipage, commandant ou cantinier, pour procurer les denrées requises.
1 - passation de marchés
Lorsque le Comité veut passer un marché, il en fait connaître les éléments aux personnes intéressées, au début du 18e, par affichage à la porte du London Exchange et une note dans le London Gazette. Au début du siècle suivant, ses avis paraissent dans 5 journaux à Londres et, dans la presse locale si le marché concerne un lieu de fourniture autre que Londres ; par exemple, Portsmouth, des avis seront placés dans 3 journaux du Hampshire.
Les propositions de fournitures sont examinées par le Comité et le moins disant est sélectionné.
2 - Agents locaux chargés du ravitaillement.
Dans les ports ne disposant pas de bases à proximité, le Comité ( mais aussi l'Amirauté voire le Commandant en chef de la station) peut désigner des « correspondants ». Celui-ci va effectuer les achats nécessaires à l'avitaillement ; ceux-ci seront payés par des billets à ordre sur le Comité. Ce correspondant peut être un marchand local mais peut aussi être le consul local. C'est, par exemple, le cas à Gênes dans les années 1740, ou à Buenos Aires en 1817.
Le Comité peut aussi désigner lui-même un Agent de Ravitaillement (« Agent victualler »). Ce sera, par exemple, le cas à Lisbonne en 1718.
Pour les escadres elles-mêmes, le Comité peut désigner un agent chargé du ravitaillement nécessaire. C'est le cas pour l'escadre de Nelson entre 1803 et 1805, en Méditerranée.
3 - Délégation à une personne embarquée.
Pour les navires isolés, en dehors des zones où le ravitaillement est organisé, le cantinier ou le commandant peuvent être autorisés à se procurer eux-mêmes les denrées nécessaires. Ce n'est pas la solution préférée du Comité qui craint toujours des malversations. Pour cette raison, le cantinier ne peut agir que sur ordre du commandant ; l'achat doit être justifié, entre autres par une attestation des autorités locales affirmant que les prix correspondent bien à ceux du marché local. Ces justifications feront partie des pièces réclamées au cantinier avec la menace de lui en réclamer le remboursement si elles étaient rejetées par le Comité.

##### Production directe
Le Comité a fait le choix de produire lui-même un certain nombre de fournitures. Essentiellement pour assurer une certaine qualités aux produits concernés, l'expérience de la situation antérieure à sa création ayant montré que celle-ci n'était pas toujours garantie. Les unités de productions sont créées ou acquises en fonction des besoins. Ainsi, à Deptford, les unités sont groupées au sein de l'arsenal ; à Portsmouth, en revanche, elles sont dispersées dans et autour de la ville, ce qui complique leur stockage et la livraison aux navires.

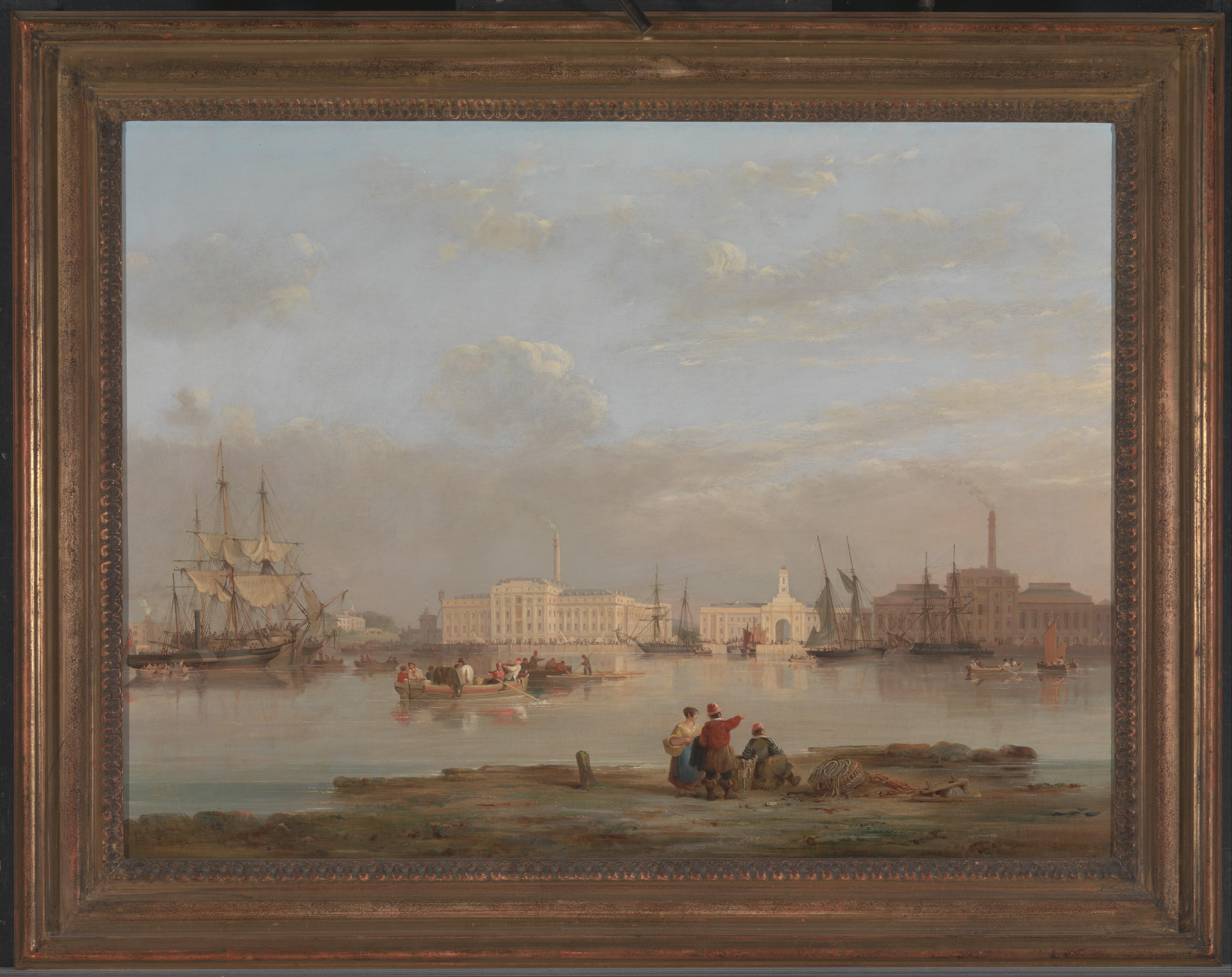
Nicholas Condy - The Victualling Office, Plymouth (circa 1835).

- Les structures
  - Boulangeries

Chargées de produire le biscuit dont chaque marin consommera 7 livres (3,1738 kg) par semaine,.
À Deptford, la boulangerie dispose de douze fours ; chacun cuit douze fournées par jour, produisant chacune 102 livres de biscuit. Autrement dit, la boulangerie de Deptford peut fournir en pain, chaque jour, la ration de 24 480 marins. Portsmouth et Plymouth disposent aussi de leur boulangerie.

Ships in Portsmouth Harbour off the Dockyard, 1825 RMG PZ0925

- Brasseries

La bière est la boisson de base du marin britannique. Il en perçoit un gallon par jour,. Le Comité dispose de ses propres brasseries, essentiellement pour s'assurer de la qualité attendue. La conservation attendue à bord est de six semaines.
Il y a deux types de bières fournies aux marins. La « bière de mer » (sea beer) est fournie aux navires pour leurs traversées ; une « bière portuaire » (petty warrant beer ou harbour beer) est fournie aux équipages dont le navire est au port. Cette dernière est moins titrée en alcool que la première (2,3° au lieu de 2,5°).
- Abattoirs

Un matelot britannique consomme, réglementairement, 308 livres de viande bovine par an. Les principaux arsenaux du pays disposent d'abattoirs et d'ateliers de découpe, offrant une alternative aux marchés passés avec des contractants privés. Celui de Deptford peut traiter 260 bovins et 650 porcs en même temps.
La viande, découpée en morceaux de 4 livres, ou 2 livres pour le porc, est mise en tonneau et salée. Chaque tonneau ne doit contenir que de la viande, ni os, ni abats.
- Tonnelleries

L'élément standard de stockage de l'époque est le tonneau. Il en existe de nombreuses formes, de volumes différents. Ainsi, pour donner quelques exemples, un « tun » est un tonneau de 250 gallons environ (1 125 litres) ; un « half-hogshead » contient, lui, environ 26 gallons ; un « firkin », 56 livres de beurre ou 9 gallons de bière.
Pour donner une idée du contenu, prenons l'exemple du « hogshead ». Ce tonneau de 54 gallons peut contenir 124 morceaux de bœuf salé (4 livres pièce) ; ou 220 morceaux de porc salé (2 livres pièce). On rappellera qu'un matelot reçoit par jour 2 livres de bœuf ou 1 livre de porc.
Les tonneaux sont fabriqués par le Comité mais, à certaines époques, les difficultés d'importations de merrains limitèrent la production. Des marchés peuvent être passés auprès de fournisseurs privés. Pour donner une idée, encore, de l'importance de ces fournitures, on précisera qu'en novembre 1771 et un peu plus d'une année, les seuls arsenaux londoniens du Comité auront réceptionné 37 483 tonneaux et 72 146 merrains.

##### Recours à des fournisseurs privés
Pour la fourniture de denrées non produites directement, ou dont le besoin excède ses capacités de production, le Comité passe des marchés avec des fournisseurs privés. Il y a 3 types de marchés utilisés. Le premier concerne la fourniture d'un type précis de denrée, à une date spécifiée, pour une quantité donnée. Dans ce cas, le Comité fait paraître dans la presse un avis concernant la fourniture demandée. Les fournisseurs intéressés déposent leur offre dans une boîte ; laquelle est ouverte le jour dit. Le fournisseur proposant le prix le plus bas est choisi, ou le marché est déclaré infructueux si les prix paraissent trop élevés ou trop similaires, laissant suspecter une entente.
Le deuxième type de marché concerne des approvisionnements de grandes quantités, à livrer tout au long d'une période déterminée, une année par exemple. Ce type de marché ne s'applique qu'aux fournitures dans les Îles britanniques. Le troisième type vise l’approvisionnement de tout ce dont peut avoir besoin un navire, ou une escadre, à un endroit particulier. Par exemple, le fournisseur Thomas Pinkerton approvisionne tous les navires basés à Falmouth mais aussi ceux basés à La Barbade.

#### Délivrance des fournitures

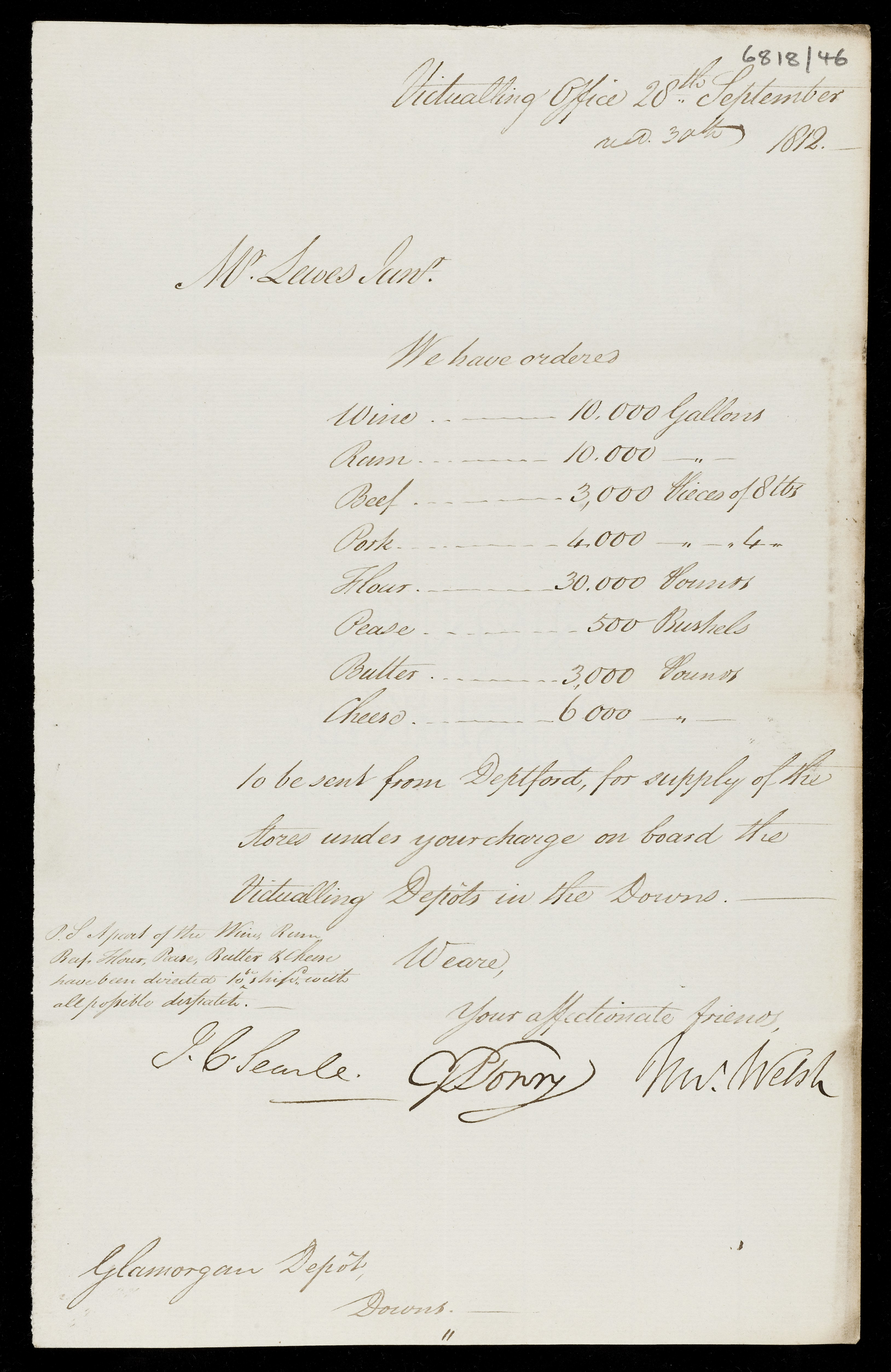
Exemple d'ordre de réapprovisionnement de Deptford vers un dépôt des Downs (1812).

- Aperçu des quantités à fournir

Pour donner une idée du travail accompli par le Comité, prenons l'année 1798. Cette année là, il doit nourrir 110 000 marins. Pour cela, il doit fournir, chaque mois, de 1 375 « tons » (1 016 kg chacune) de biscuit, 786 « tons » de bœuf, 393 « tons » de porc et 147 « tons » de fromage.
- comment sont approvisionnés les navires

Les navires sont initialement approvisionnés par l'arsenal auquel ils sont rattachés. Ils sont ré-avitaillés en ralliant à nouveau un arsenal. Les escadres assurant les blocus des côtes européennes seront approvisionnées sur place par des flottilles gérées par le Comité, à fins de permettre un blocus continu en évitant que les navires ne dussent regagner un arsenal dans les eaux britanniques.
Le comité va aussi positionner des navires-dépôts, par exemple sur les mouillages du Nore ou de Spithead.
Enfin, le Comité va affréter des navires pour transporter les fournitures nécessaires vers les bases d'outre-mer.
- Cas des bases outre-mer

Les bases outre-mer sont approvisionnées de 2 manières différentes, non exclusives l'une de l'autre.
depuis la métropole
ou par le recours à un Agent local.
- Cas particuliers

Le Comité peut aussi être requis pour nourrir des groupes de personnes embarquées, sa compétence dans ce domaine étant reconnue et son intervention permettant des économies d'échelle.
C'est le cas des militaires gagnant des garnisons outre-mer ou stationnés outre-mer (à compter de 1793), des forçats déportés outre-mer, par exemple vers l'Australie. De même, il est arrivé que le Comité soit sollicité pour nourrir pendant leur voyage des colons envoyés dans des territoires ultramarins.

## Budget et Gestion financière

### Formulation des besoins
Le Conseil du roi décide quels seront ses besoins pour l'année à venir et avise l'Amirauté. Celle-ci calcule le nombre de navires, et le nombre de marins nécessaires,. L'information est passée au Comité. Il calcule le coût de l'armement prévu, nombre de marins multiplié par le coût mensuel prévu pour un marin (en 1793, ce montant est de 19 shillings par mois. Il sera augmenté après les mutineries de 1797); ce montant total est porté à la connaissance du Conseil qui l'accepte ou modifie ses prévisions. Le Parlement britannique votera ensuite les montants attendus.
Pour donner une idée de l'importance de ce que fait le Comité, et l'intérêt que lui porte le Parlement, il suffit de préciser que le ravitaillement de la flotte compte, en 1800, pour 35% du budget alloué à la Royal Navy. Des montants alloués par le Parlement britannique, le ravitaillement représente 19 shillings sur les quatre livres comptées chaque mois pour chaque marin. Après 1797, il s'élèvera à trente huit shillings sur les sept livres.

### Paiement des fournisseurs
Les montants votés par la Chambre des Communes ne se traduisent pas par des versements monétaires immédiats. Le Comité, à partir des années 1690, va émettre des billets à ordre pour régler ses fournisseurs. Ces billets sont généralement à 90 jours et sont payés par ordre d'ancienneté ; ils portent intérêt à partir de la fin de ce délai. L'intérêt pour le créancier réside dans la faculté de pouvoir escompter le billet, s'il ne veut, ou peut, attendre. A compter de 1758, le taux d'escompte est publié dans la presse.

### Contrôles de l'exécution des fournitures

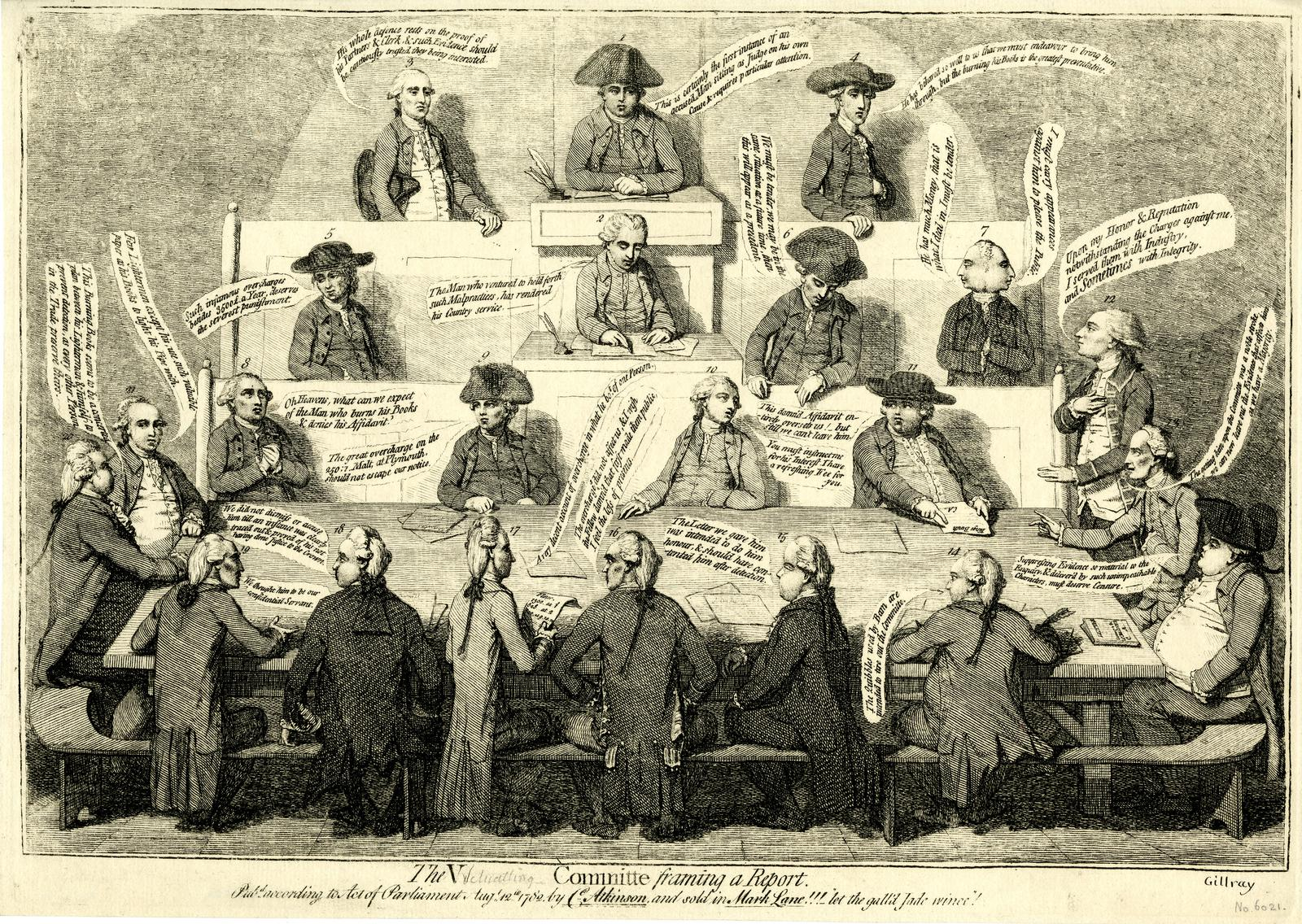
Commission du Parlement examinant le cas de Chr. Atkinson (1782)

Une partie du travail effectué par le Comité concerne le contrôle des fournitures. En dehors de celui de l'action des cantiniers (voir supra), Le Comité exerce un contrôle sur la qualité des fournitures. c'est pour cette raison que les vivres avariés doivent être, dans la mesure du possible, rapportés au magasin pour en obtenir remboursement de la part du fournisseur. De manière similaire, cela explique pourquoi chaque jour les tonneaux de viande, comme ceux de boissons, sont ouverts sur le pont, à la vue de tous, pour en contrôler le contenu. Le résultat est consigné dans le livre de bord du navire, dans lequel on retrouvera des mentions telles que celle du HMS Minotaur, le 28 septembre 1799 : « ...ouvert tonneau de porc marqué 7883, contenant 52 morceaux de 6 livres (poids théorique unitaire pour 3 hommes), d'un poids total trop léger d'une livre ... tonneau de porc marqué 4523, contenant 120 morceaux de 4 livres (pour 2 hommes), d'un poids excédentaire de 22 livres... ».
Le Parlement britannique surveille l'utilisation des fonds fournis au Comité. Ainsi, de 1788 à 1807, on compte quatre enquêtes parlementaires portant sur le fonctionnement des structures d'avitaillement, en plus de celles portant sur des cas particuliers comme des fraudes.